# زاهی آرملی
زاهی آرملی (به انگلیسی: Zahi Armeli) مهاجم اهل اسرائیل است که از سال ۱۹۸۳ تا ۱۹۸۶ میلادی عضو تیم ملی فوتبال اسرائیل بوده و در ۲۸ بازی ملی حضور داشته است. زاهی آرملی توانسته در بازی‌های ملی، ۱۰ گل به ثمر برساند.